# Spektrograf

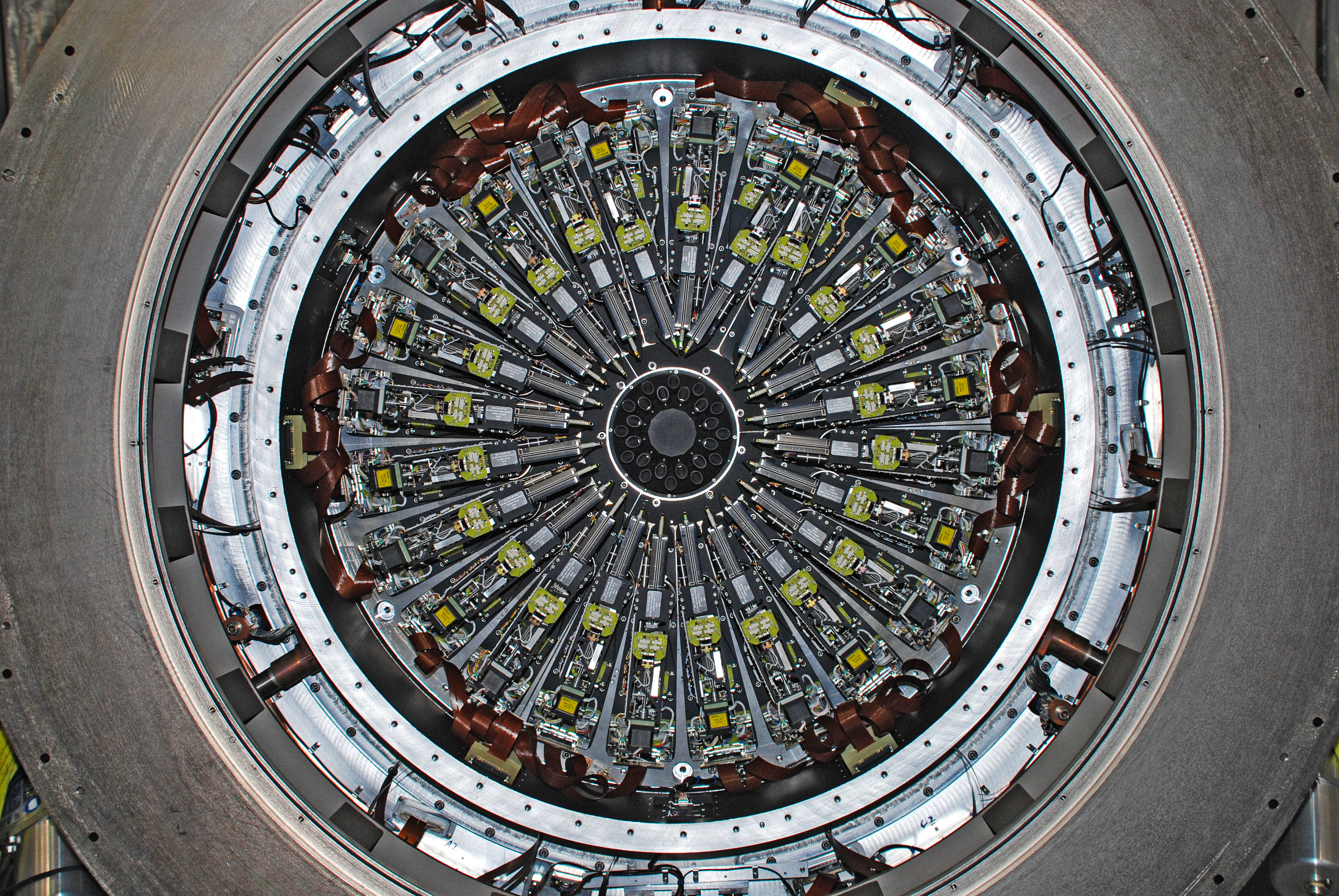
KMOS spektrograf.

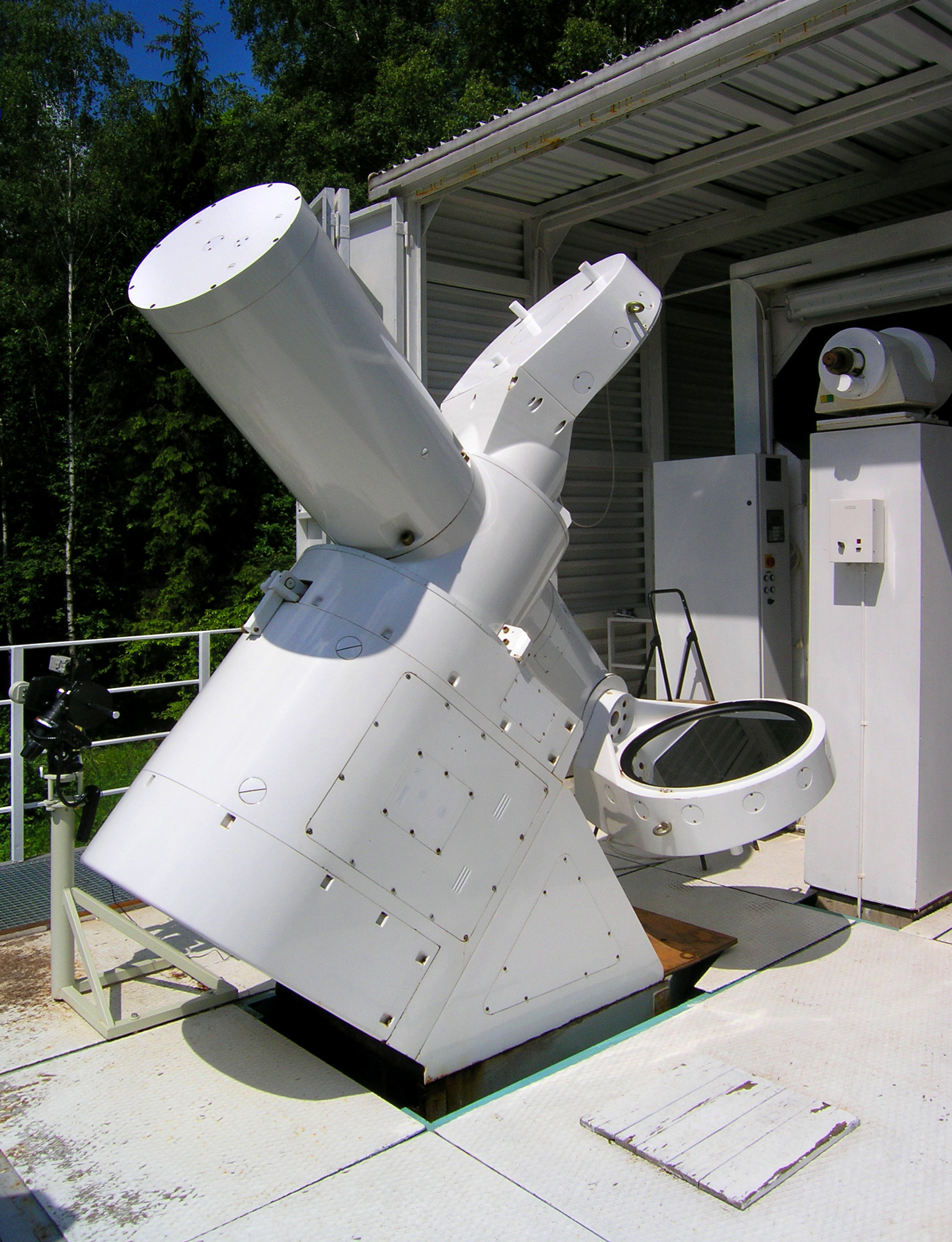
Horizontální sluneční spektrograf na Astronomickém ústavu v Ondřejově v Česku

Spektrograf je přístroj, který rozděluje světlo na frekvenční spektrum a zaznamenává signál pomocí fotoaparátu. Existuje několik druhů přístrojů, které jsou označovány jako spektrografy, v závislosti na přesné povaze vln. Termín byl poprvé použit v červenci 1876 Henry Draperem, který vynalezl první verzi tohoto zařízení, a který použil k pořízení několika fotografií spektra Vegy. Tato nejstarší verze spektrografu byla těžkopádná a obtížně řiditelná.
Jeden způsob jak definovat spektrograf je přístroj, který rozděluje světlo podle vlnové délky a zaznamenává tato data. Spektrograf má obvykle multi-kanálový detektorový systém nebo zobrazovací systém, který detekuje světelné spektrum.

## Hvězdný a sluneční spektrograf
První spektrografy používaly fotografický papír jako detektor. Hvězdná spektrální klasifikace a objev hlavní posloupnosti, Hubbleova zákona a Hubbleovy sekvence byly učiněny se spektrografy, které používaly fotografický papír. Rostlinný pigment fytochrom byl objeven pomocí spektrografu, který používal jako detektor živé rostliny. V novější době spektrografy používají elektronické detektory, jako jsou čipy, které mohou být použity pro viditelné světlo a UV záření. Přesná volba detektoru závisí na vlnové délce světla, které má být zaznamenáno.
Vesmírný dalekohled Jamese Webba (JWST) obsahuje i blízký infračervený spektrograf (NIRSpec) a střední infračervený spektrometr (MIRI).

## Echelle spektrograf
Spektrograf echelle využívá dvě difrakční mřížky otočené vzájemně o 90 stupňů a umístěné blízko sebe. Proto se používá vstupní bod a ne štěrbina a 2D CCD-čip zaznamenává spektrum. Obvykle by se odhadovalo načtení spektra na úhlopříčce, ale když mají obě mřížky širokou vzdálenost a jedna je otočena tak, že je vidět pouze první řádek a druhá je otočena tak, že je vidět spousta vyšších řádů, dostane se velmi jemné spektrum na malý společný čip CCD. Malý čip také znamená, že kolimační optika nemusí být optimalizována pro koma nebo astigmatismus, ale sférická aberace může být nastavena na nulu.